# ソドムとゴモラ

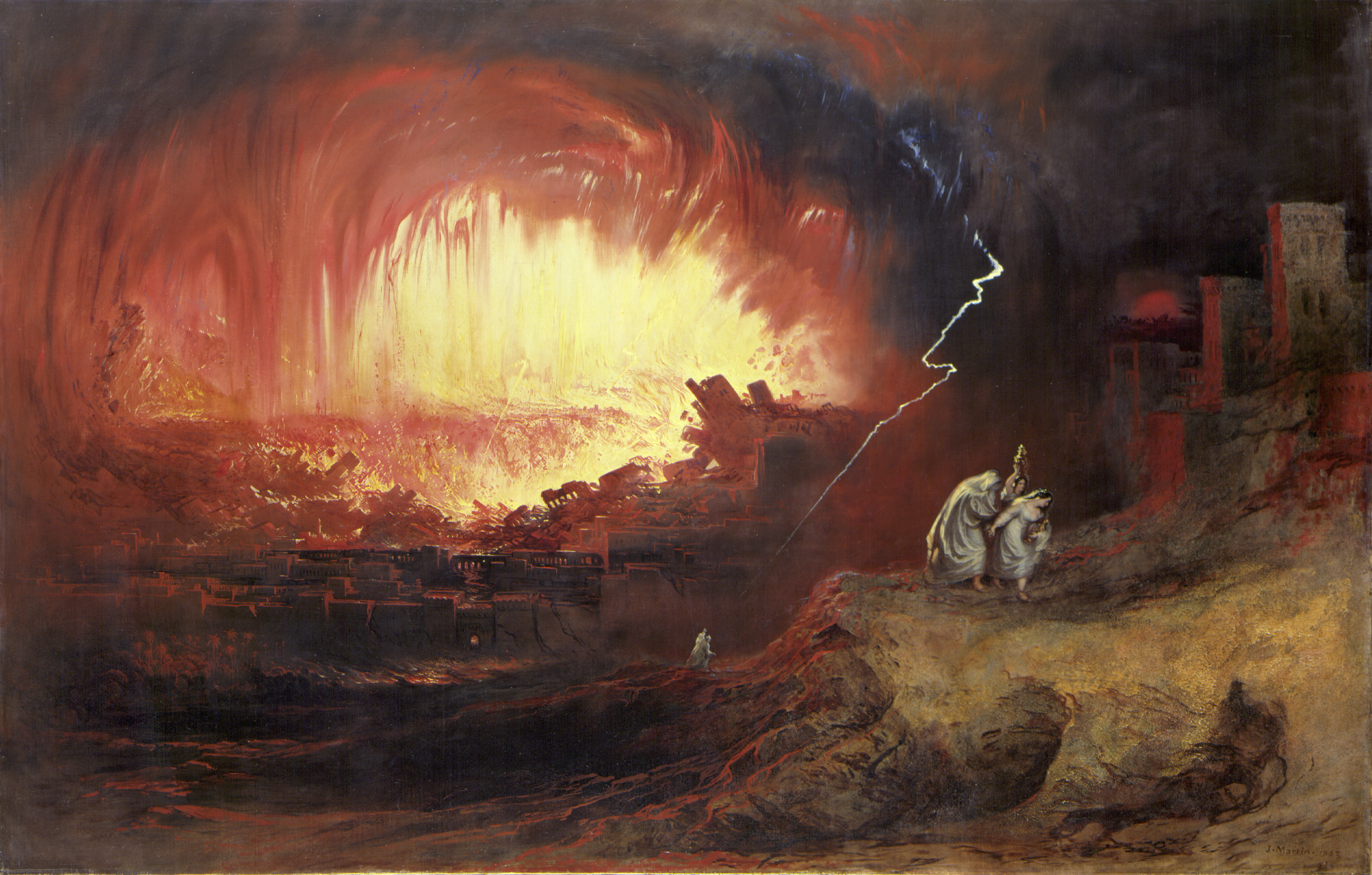
「ソドムとゴモラの破壊」（1852年、ジョン・マーティン画）

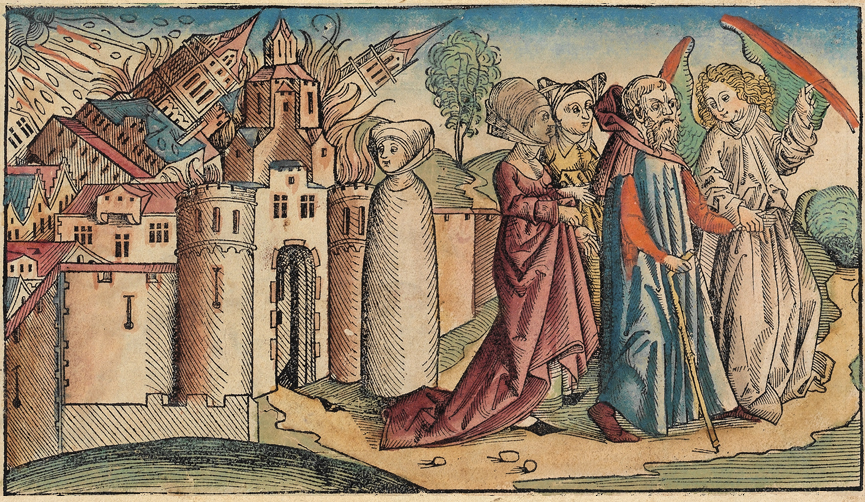
『ニュルンベルク年代記』に描かれたソドムとゴモラ
破壊される街から脱出するロトと妻子だが、神の言いつけを破って後ろを振り向いた妻が塩の柱になり始めている。

ソドム（ヘブライ語：סדום、英語：Sodom）とゴモラ（עמורה、Gomorrah）は、聖書に登場する都市。旧約聖書の最初の書物『創世記』において、天からの硫黄と火によって滅ぼされたとされ、後代の預言者たちが言及している部分では、例外なくヤハウェの裁きによる滅びの象徴として用いられている。また、悪徳や頽廃の代名詞としても知られる。
預言者アブラハムの甥にあたるロトと彼の家族は神の使いによりソドムの街を脱出した。

## 罪
旧約時代からの伝承を受け継いで編纂された新約聖書においても、「ユダの手紙」において「ソドムやゴモラ、またその周辺の町は、この天使たちと同じく、みだらな行いにふけり、不自然な肉の欲の満足を追い求めたので、永遠の火の刑罰を受け、見せしめにされています 」との記載があり、ソドムやゴモラが「不自然な肉の欲」によって罰されたことを古代のユダヤ地方が伝承していたことが確認できる。
イスラム教の聖典クルアーンにも町の名前は出てこないものの、ほぼ同じ物語が述べられており、クルアーンにおけるルート（ロト）は預言者として認識されている。預言者ルート（ロト）に従わなかったために、彼に従ったわずかな仲間を除き滅ぼされた。その際、神に滅ぼされた他の民（ノアの洪水で滅んだ民や、アード族やサムード族など）とは異なり、ルートの民（すなわちソドムの住民）は、偶像や他の神を崇拝する罪ではなく、男色などの風俗の乱れの罪により滅ぼされた。
神は『創世記』で罪深い都市に怒り滅ぼしたのち、次の書物『出エジプト記』でモーセに「十戒」を言い渡し、殺人や姦淫を禁じた。神は「十戒」の中で同性愛への具体的言及はしていないが、『出エジプト記』の次の書物『レビ記』18章は性の規定であり、神はモーセに近親者を「犯してはならない」こと（18章前半）、「隣の妻と交わり」の禁止（18章20節）、「女と寝るように男と寝てはならない」こと（18章22節）、「獣と交わり」の禁止（18章23節）などを言い渡し、「あなたがたはこれらのもろもろの事によって身を汚してはならない。わたしがあなたがたの前から追い払う国々の人は、これらのもろもろの事によって汚れ、その地もまた汚れている。ゆえに、わたしはその悪のためにこれを罰し、その地もまたその住民を吐き出すのである。」 （18章24節-25節）と警告している。
なお創世記19章と士師記19章には多くの共通点のあることが指摘されている。
預言者エゼキエルの預言や象徴行動を記した異質の預言書エゼキエル書においてもソドム（エルサレムの妹）の罪に関する記述がある。

## 地理

### シディムの谷
ソドムとゴモラの廃墟は死海南部の湖底に沈んだと伝えられる。これは、「シディムの谷（ヘブライ語: עמק השדים 英語: Vale of Siddim）」と、シディムの谷の至る所にある「アスファルト」の穴に関する『創世記』の描写と、死海南部の状況が似通っていることなどから、一般にもそう信じられているが、その一方で、死海南岸付近に点在する遺跡と結びつけようとする研究者も存在する。

### バブ・エ・ドゥラーとヌメイラ
ソドムを死海南東部に位置する前期青銅器時代（紀元前3150年 - 2200年）の都市遺跡バブ・エ・ドゥラー（Bab edh-Dhra）、ゴモラをこの遺跡に隣接する同時代の都市遺跡ヌメイラ（Numeira）と考える研究者もいる。いずれも現代のヨルダン・ハシミテ王国、カラク県に位置する。なおこの都市遺跡の近隣には、天から降る硫黄と火からロトが逃げ込んだとされるロトの洞窟の遺跡（アラビア語: دير عين 'أباطة UNGEGN式: Deir 'Ain 'Abata デイル・アイン・アバタ）がある。ビザンティン（東ローマ）時代に、ロトの洞窟の伝説地の上に教会が建てられたが、この教会の遺跡が現在残されている。教会の左手には、ロトが逃げ込んだとされる洞窟が実在する。

### モアブとアンモン
創世記によると、この洞窟でロトと2人の娘の間に生まれた男の子2人が、それぞれモアブとアンモンの民族の祖先となったとされるが、ロトの洞窟を含む前述の遺跡すべてが、かつてモアブと呼ばれた地、現代のカラク県（ヨルダン王国）にあることは、ソドムとゴモラ、ロト、そしてモアブの伝承を考える上で興味深い。上記の考古遺跡から出土した考古資料は、現在ヨルダンのカラク考古博物館（カラク城内）やアンマン国立考古博物館で見ることができる。

### セドム
イスラエル南部の干拓地にセドムと表記される都市がある。

## ソドムのための執り成しとソドムの滅亡
創世記18章後半部（16節から33節）で、ロトのおじであるアブラハムが、ソドムとゴモラに関して事前にヤハウェと問答している。ヤハウェは、ソドムとゴモラの罪が重いという機運が高まっているとして、それを確かめるために降（くだ）ることをアブラハムに告げた。アブラハムはそれに応じて、正しい者が50人いるかもしれないのに滅ぼすとは、全くありえない、と進み出て言った。それに対しヤハウェは、正しい者が50人いたら赦（ゆる）すと言った。そこでアブラハムは「塵芥（ちりあくた）に過ぎない私ですが」と切り出し、正しい者が45人しかいないかもしれない、もしかしたら40人しかいない、30人、20人と、正しい者が少なくても赦すようにヤハウェと交渉をした。最終的に、「正しい者が10人いたら」というヤハウェの言質を取り付けた結果、ロトを救出し、ソドムとゴモラを滅ぼした。
ヤハウェの使い（天使）2人がソドムにあるロトの家へ訪れ、ロトは使いたちをそれとは知らずにもてなした。やがてソドムの男たちがロトの家を囲み、「なぶりものにしてやるから」と言って使いたちを出すよう騒いだ。ロトは2人の使いたちを守るべく、かわりに自分の2人の処女の娘達を差し出そうとしたが、群衆はあくまで男性の使いたちを要求する。使いたちは、ヤハウェの使いとして町を滅ぼしに来たことをロトに明かし、狼狽するロトに妻と娘とともに逃げるよう促し、町外れへ連れ出した。ロトがツォアル（ヘブライ語: צוער 英語: Zoara）という町に避難すると、ヤハウェはソドムとゴモラを滅ぼした。ロトの妻（ヘブライ語: אשת לוט）は禁を犯して後ろを振り向き、塩の柱（ヘブライ語: נציב מלח ネツィヴ・メラー）に変えられた。ヤハウェはアブラハムに配慮して、ロトを救い出した。

## 科学的な調査
ケレンサ・グリッグソンによると、死海に沿った平原の5か所の灰白色の町のすぐそばのエリアにおいて、ゴルフボールサイズの硫黄の玉が発見されている。これまでの20年間多くの標本が採取され、世界中の研究所に送られている。ニュージーランドのグレイスフィールドでのスペクトラム解析において解析されたある試料は、硫黄含有量が98.4％であることが明らかになった。この純度の硫黄含有量は、この平原の5つの町以外には世界中のどこにも見られないと報告されている。創世記19章24節には、「主は硫黄と火とを主の所すなわち天からソドムとゴモラの上に降らせて」と書かれており、この硫黄の試料の量と純度の観測に基づき、その場所がソドムとゴモラであると結論付けている科学者もいる。
カリフォルニア大学サンタバーバラ校のジェームズ・ケネット名誉教授は、2005年から行われているヨルダンの死海周辺にある古代都市遺跡タル・エル・ハマムの発掘調査を行い、紀元前1650年ごろに隕石の空中爆発によって広範囲が破壊されたという研究結果を発表した。この隕石爆発は、史上最大級とされるツングースカ大爆発を遥かに上回る、広島型原爆の1000倍以上のエネルギーであったと推定され、通常の自然では考えられないほどのその高熱や衝撃の証拠となる遺物が多数発見されており、その分布も爆風に起因する一貫した方向性が見られるとする。また、この「破壊層」は、その高熱と衝撃により死海から撒き散らされ、その後600年にも渡って周辺地域一帯が無人の放棄状態とされた原因と考えられる高濃度の塩分が特徴的であり、この際の塩害と「ロトの妻が塩の柱になった」というエピソードには関連性が窺われるという。ケネット自身は『創世記』に書かれている事象は隕石のエアバーストと一致すると指摘するものの破壊された都市が旧約聖書のソドムだという科学的証拠はないと述べる。一方で、研究関係者からは、この史実が天からの硫黄と火による都市滅亡の伝承につながった可能性があるとの声も多い。一部メンバーの経歴やキリスト教福音派セクト機関の関与などから、この研究については疑問点を指摘する論者や否定的な見解を示す論者もいる（詳細は「トール・エル・ハマム」、英語版「Tell el-Hammam」参照）。

## ユダヤ教における解釈
トーラーによるとソドムの平原は肥沃であった。ソドムの住民たちは豊かな土地の恩恵を部外者に分け与えたくないので旅人を締め出す法律を作った。タルムードによると、橋に通行料を課し、橋を渡らず泳ぐ者からは通行料の倍の罰金を徴収した。また旅人の体が旅館のベッドに比べて小さければ体を引っ張り、ベッドより大きければ足を切ることにしていた。
物乞いにお金を恵んでやるがそのお金を受け入れる店はなく、物乞いが餓死するとソドムの人々は自分の名前を記入したコインを回収した。
聖書の解釈書『ヤルクト』（Yalkut）によると、貧しい者にパンと水を与えることは死刑であったという。失われた書物『ヤシャルの書』（Book of Jasher）によると、貧しい者にパンを与えたロトの娘の1人が焼き殺された。娘は叫び、神に正義の執行を懇願すると、神はソドムの悪徳ぶりを降りて確かめると言った（『ヤルクト』）。ある若い女性は物乞いに食べ物を与えたために体をハチミツまみれにされてハチに刺し殺されるという死刑に処せられた。神はこうした数々の残酷な行為に怒り、ソドムとゴモラへの裁きを決意した。
ミドラーシュ『タンフマ』（Tanhuma）によると、ロトが客人（天使）を受け入れたことをソドム人である妻は非難した。ミドラーシュ『アッガーダー』（Aggadah）によると、ロトの妻は夫に頼まれた食事の塩を手配するために近所の家を回って人々に夫の行動を言いふらした。人々は暴徒となってロトの家に殺到した。ロトの妻は塩の罪を塩で罰せられた（『ヤルクト』）。

## ソドムとゴモラを題材とした芸術作品

### 絵画

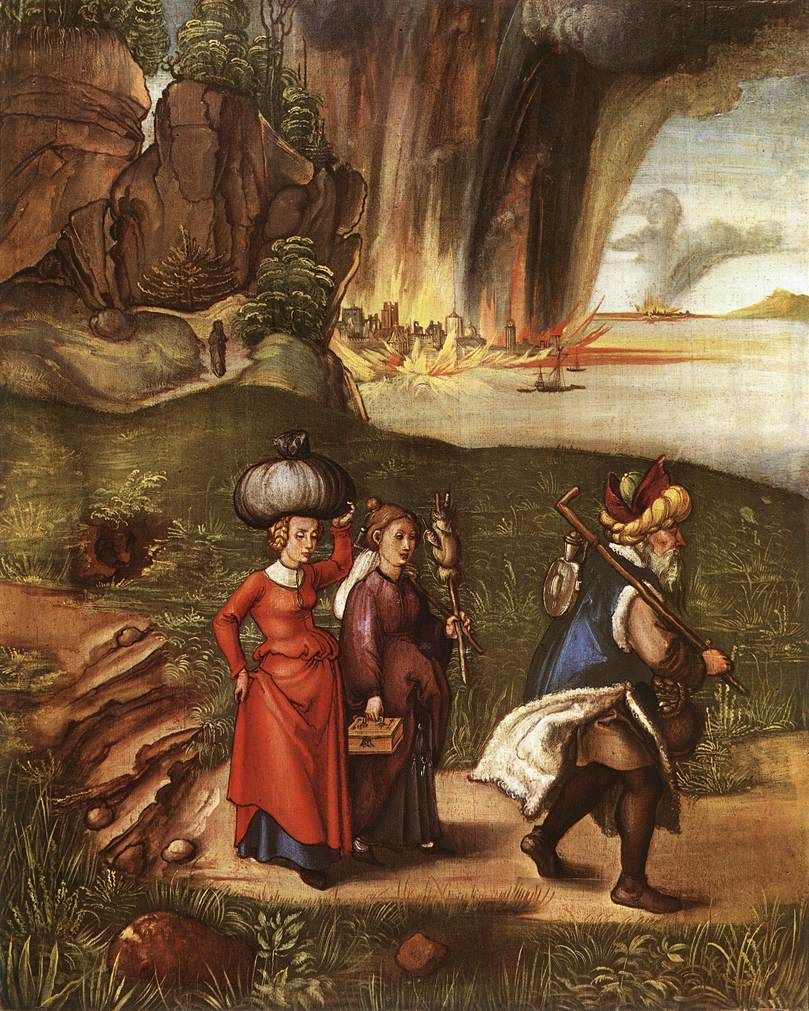
デューラー『ソドムを逃れるロトと娘たち』。

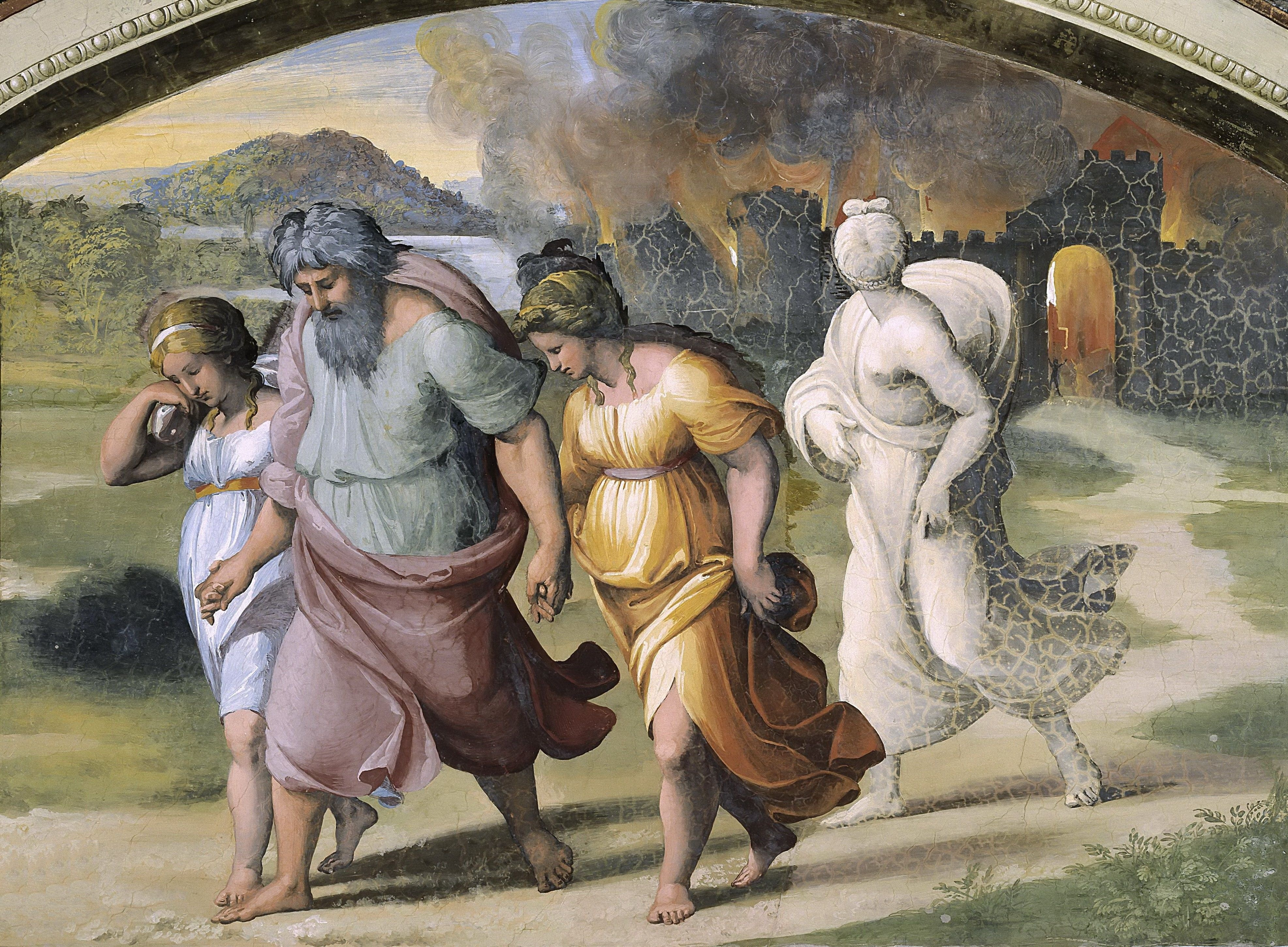
ラファエロ『塩の柱に変わるロトの妻』。

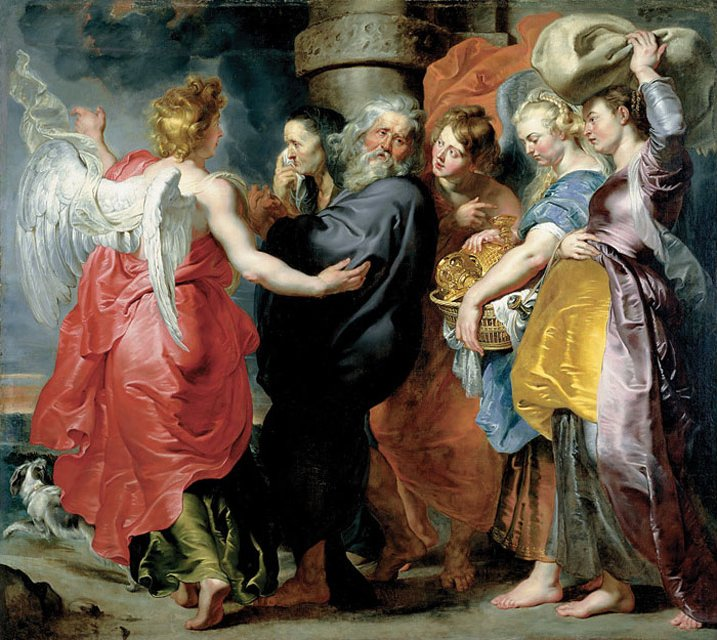
ルーベンス『ソドムから逃げるロトたち』。

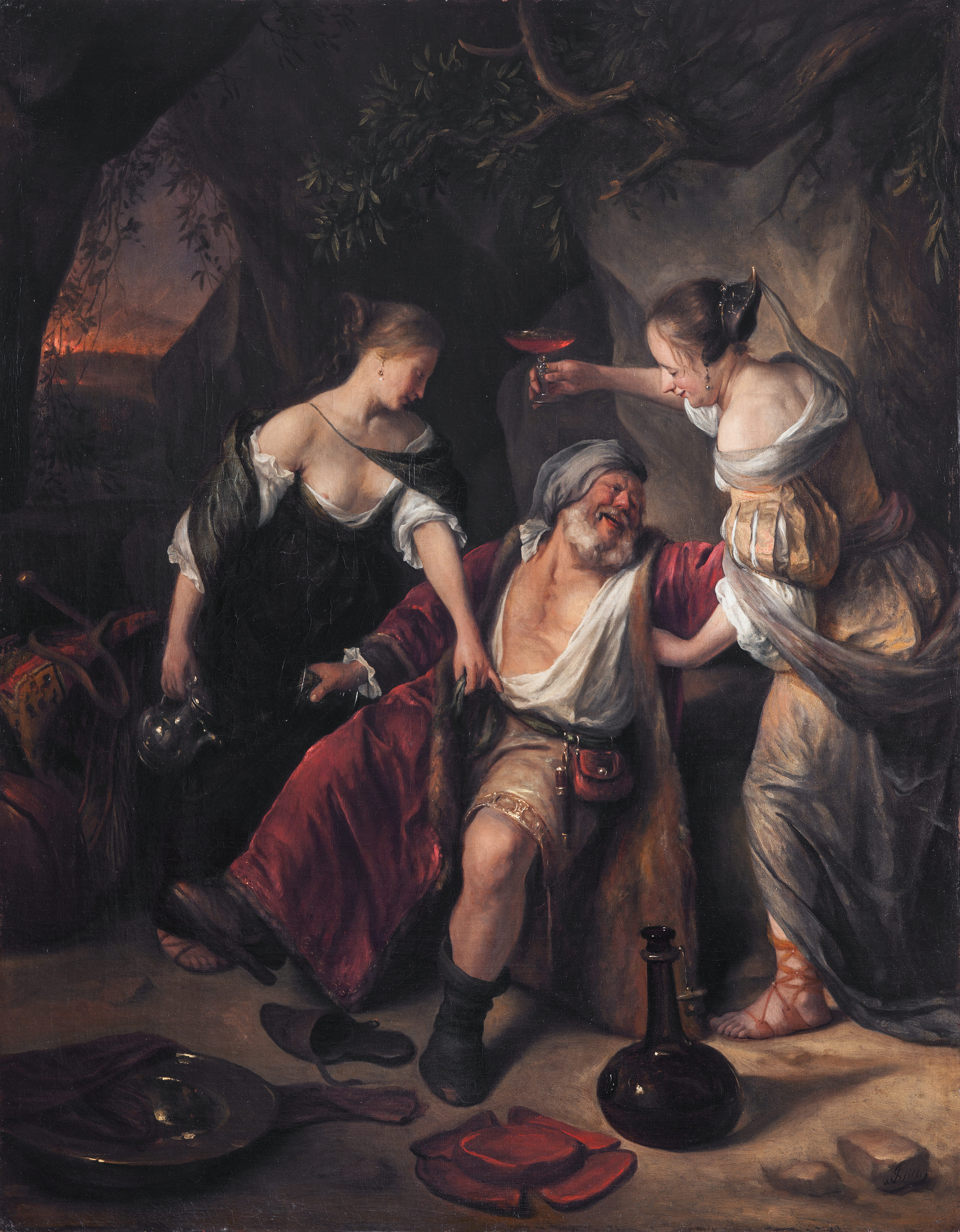
ヤン・ステーン『ロトとその娘たち』。

- ウィリアム・デ・ブレイレス（英語版）『ソドムから逃げるロトと娘たち』（Lot offering his daughters to the inhabitants of Sodom, from a book of Bible Pictures）、13世紀、聖書挿絵
- ジュスト・ディ・ジョヴァンニ・デ・メナブオイ（英語版）『ソドムから逃げるロトの妻』（Lot's Wife Leaves Sodom from Tambour: Scenes from The Old Testament）、14世紀、フレスコ
- アルブレヒト・デューラー『ソドムを逃れるロトと娘たち』（Lot Fleeing with His Daughters from Sodom）、1498年頃、油彩
- ラファエロ・サンティ『塩の柱に変わるロトの妻』（Lot's Wife Turning to Salt）、1519年、フレスコ
- ヨアヒム・パティニール『ソドムとゴモラの滅亡がある風景』（Landscape with the Destruction of Sodom and Gomorrah）、1520年頃、油彩
- ルーカス・ファン・レイデン『ロトとその娘たち』（Lot and his Daughters）、1520年頃、油彩
- ルーカス・クラナッハ『ロトとその娘たち』（Loth and His Daughters）、1528年、油彩
- ヴォルフガング・クローデル（フランス語版）『ロトとその娘たち』（Lot and his Daughters）、1528年、油彩
- アルブレヒト・アルトドルファー『ロトとその娘たち』（Lot and his Daughters）、1537年、油彩
- 放蕩息子のマイスター『ロトとその娘たち』（Lot and his daughters）、1530年-1560年頃、油彩
- ヤン・マサイス『ロトとその娘たち』（Lot and his Daughters）、1565年、油彩
- フランス・フロリス『ロトとその娘たち』（Lot and his Daughters）、16世紀、油彩
- ピーテル・パウル・ルーベンス『ソドムから逃げるロトたち』（Lot's Flight from Sodom）、1610年代頃、油彩
- ヤーコブ・ヨルダーンスに帰属『ソドムを去るロトとその家族』（The Flight of Lot and His Family from Sodom）、1618年-1620年頃、油彩

ルーベンス『ソドムから逃げるロトたち』の構図に基づく模写と推定されている。
- グエルチーノ『ロトとその娘たち』（Lot and His Daughters）、1651年、油彩
- ヤン・ステーン『ロトとその娘たち』（Lot and his daughters）、1660年代頃、油彩
- ダフィット・テニールス (子)『ロトとその娘たち』（Lot and his daughters）、17世紀、油彩
- マティアス・ストーム『ロトとその娘たち』（Lot and His Daughters Leaving Sodom）、17世紀、油彩
- ルイ・ド・カレリー（英語版）『ソドムから逃げるロトと娘たち』（Lot and His Daughters Leaving Sodom）、17世紀、油彩
- ベンジャミン・ウエスト『ソドムから逃げるロト』（Lot Fleeing from Sodom）、1810年、油彩
- ジャン＝バティスト・カミーユ・コロー『ソドムの破壊』（The Destruction of Sodom）、1843年、油彩

カミーユ・コローはこの作品を描き直し1857年に『ソドムの大火』（The Burning of Sodom）として発表した。
- ジョン・マーティン『ソドムとゴモラ』（Sodom and Gomorrah）、1854年、油彩（上部右上画像）
- ギュスターヴ・モロー『ソドムの天使』（The angels of Sodom）、1890年頃、油彩

モローには同名タイトルの水彩画もある（1898年フランス共和国が取得）。
- オットー・ディクス『ロトとその娘たち』（Lot and his daughters）、1939年、油彩

### 文学
- マルキ・ド・サド『ソドムの百二十日』、1785年（未完）、小説

サドが獄中で想像を巡らせて執筆した、ルイ14世治世下を舞台とした性的倒錯や残酷な殺人の饗宴。当時の禁書。
- マルセル・プルースト『失われた時を求めて』第四篇「ソドムとゴモラ」、1922-1923年、小説

本書はフランスの社交界を舞台として、第四篇では男性同士が同性愛（ソドム）をし、女性同士が同性愛（ゴモラ）をしている。同性愛行為を「ソドム」、「ゴモラ」と呼ぶことは同性愛者でもある作者プルーストが当てはめた概念である。本小説の「ソドムとゴモラ」のテーマに方向性を同じくする作品として、フランスの詩人シャルル・ボードレールの詩集『悪の華』（1857年）が挙げられる。
- 芥川龍之介『歯車』、1927年、小説

芥川はこの小説を最初『ソドムの夜』と題し、次に『東京の夜』に改題、さらに『夜』に改題し、佐藤春夫の薦めで『歯車』にした。芥川研究者宮坂覺によればこの小説はソドムの伝承に影響を受けている。主人公「僕」が知人との会話や銀座の散策（銀ぶら）をしながら不可解な体験をする、芥川の遺作。時折「僕」の視界を塞ぐのは歯車であった。銀座は関東大震災後にモボ・モガ時代あるいはエロ・グロ時代の世相・風俗を発信し、消費と娯楽への欲望を満たす日本一の盛り場となっていた。関東大震災においては異質な存在である人々が殺害され、特に朝鮮民族虐殺が顕著であった。芥川は『侏儒の言葉』のなかでそれを嘆いている。『歯車』には罪、地獄、悪魔などの言葉が登場する。殊に往来の人々の罪などと云うものを知らないように軽快に歩いているのは不快だった。 — 芥川龍之介、『歯車』日本の文豪としては他に三島由紀夫が『仮面の告白』（1949年）冒頭でドストエフスキー『カラマーゾフの兄弟』（1880年）の長男ドミートリー（ミーチャ）による「理性の目で汚辱と見えるものが、感情の目には立派な美と見えるんだからなあ。一体ソドム（悪行）の中に美があるのかしらん?」などといった言葉を引用している。
- ヤクプ・カドリ・カラオスマンオウル（英語版）『Sodom ve Gomore』、1928年、小説

トルコ共和国初代大統領ムスタファ・ケマル・アタテュルクと親交のある知識人ヤクプ・カドリによる4作目の小説。1920年代のコンスタンティノープル（イスタンブール）を舞台にラブストーリーを展開し、当時のイスタンブールの道徳的堕落をテーマの1つとしてこの都市をソドムとゴモラに例えている。
- ミシェル・トゥルニエ『オリエントの星の物語』（Gaspard, Melchior et Balthazar）、1980年、小説
- コーマック・マッカーシー『平原の町』（Cities of the Plain）、1998年、小説

### 映画
- マイケル・カーティス監督『悪魔の満潮時』、1922年

原題は『Sodom und Gomorrha』。
- ジェームス・シブリー・ワトソン（英語版）&メルヴィル・ウェーバー『Lot in Sodom』、1933年
- ロバート・アルドリッチ監督『ソドムとゴモラ』、1962年
- ジョン・ヒューストン監督『天地創造』、1966年
- ミッチェル・ブラザーズ監督『Sodom and Gomorrah: The Last Seven Days』、1975年
- ピエル・パオロ・パゾリーニ監督『ソドムの市』、1975年

マルキ・ド・サドの小説『ソドムの百二十日』の実写映像作品。舞台は20世紀のイタリアに変更された。世界各国で上映禁止。パゾリーニ監督は映画撮影終了直後に殺害された。
- ジョセフ・サージェント監督『ソドムとゴモラ』、1993年、TV映画

原題は『Abraham』。
- ハロルド・レイミス監督『紀元1年が、こんなんだったら!?』、2009年
- ムリ・セゲフ（英語版）&アダム・サンダーソン監督『Zohi Sdom』、2010年

イスラエルのコメディ映画。

### 写真
- 吉岡康弘『ソドムの楽園』、1962年

1961年の読売アンデパンダン展で猥褻を理由に撤去された作品を主とした前衛ヌード写真集。出演モデルは女優・若林美宏など。

### 戯曲
- ジャン・ジロドゥ『ソドムとゴモル』（Sodome et Gomorrhe）、1943年

### 楽曲
- オール・セーブド・フリーク・バンド「Don't Look Back」（1976年アルバム『Brainwashed』収録）、フォークロック、プログレッシブ・ロック

米国のキリスト教音楽グループによるこの曲は、ソドム（とゴモラ）を描写し、米国の街々の未来を批判的に予測している。題名は、ロトの一行がソドムから逃れる際の行動に関する天使からの「後ろを振り返るな」という警告（創世記19章17節）。この警告は、著名な英語訳聖書『ジェームズ王訳聖書』（KJV）では「look not behind thee」、『新国際版聖書』（NIV）では「don't look back」と英訳されている。
- ヴィレッジ・ピープル「Sodom And Gomorrah」（1978年アルバム『Macho Man』収録）、ディスコ

このバンドの著名曲「ゴー・ウェスト」（1979年）のカバーを1993年にリリースしたペット・ショップ・ボーイズも後年ソドムとゴモラの楽曲を作っている。
- ヴェノム「One Thousand Days in Sodom」（1981年アルバム『Welcome to Hell』収録）、ヘヴィメタル

サタニズム（悪魔主義）に満ちたアルバムに収録されたこの曲においてもサタン（悪魔）が暗躍する。
- メントーズ（英語版）「Woman from Sodom」（1981年シングル「Get Up and Die」、1989年ライブアルバム『Sex, Drugs & Rock 'n' Roll』収録）、ヘヴィメタル

メントーズは史上最低最悪のカルト的エロティックバンドとして知られている。ドイツのデスメタル/グラインドコアバンドDeadが1994年のアルバム『For Lovers of the New Bizarre』でカバーした。
- ランキン・トヤン（英語版）『Sodom In Jamaica』、1982年シングル、レゲエ
- THE SODOM PROJECT「Sodomism」（1983年アルバム『ADK Omnibus Vol.1』収録）、パンク

歌は殺しについてのシャウトの繰り返し。他のバンドとのオムニバスアルバム『ADK Omnibus Vol.1』（ADK Records）収録のこの曲は、THE SODOM PROJECTの1984年のアルバム『聖レクイエム』をイタリアのF.O.A.D. Recordsが2018年に再リリースした際に収録された。アルバム『聖レクイエム』の残酷なイラストは、映画『ソドムの市』のいくつかの残酷シーンの合成からなる。
- ソフト・セル『ソドムの夜』（This Last Night...In Sodom）、1984年アルバム、シンセポップ、ニュー・ウェイヴ
- W.A.S.P.「King Of Sodom And Gomorrah」（1986年アルバム『Inside The Electric Circus』収録）、ヘヴィメタル

ボーカルのブラッキー・ローレスはこのアルバムでベースギターからリズムギターに変更した。ソドムに関する楽曲でソロデビューしたX JAPANのhideはインディーズ時代にW.A.S.P.のライブパフォーマンスに影響を受けている。
- ダーク・エンジェル「The Burning of Sodom」（1986年アルバム『ダークネス・ディセンズ』）収録）、スラッシュメタル
- Evil Blood『Midnight In A Sodom』、1988年アルバム、スラッシュメタル
- スラギー・ランクス（英語版）「SODOM & GOMORRAH」、1989年シングル（2023年オムニバスアルバム『Dub Fi Dub』収録）、レゲエ
- hide（X JAPAN）「EYES LOVE YOU」、1993年8月5日シングル、ハードロック

ソドムの街を描写するhideのソロシングル第1弾。このシングルと同日、第2弾シングル「50%&50%」が同時リリースされ、コンサートでは「50%&50%」の演奏の際、hideとツアーメンバーのギタリストRANが男性同士のキスをする。ソロ活動開始以前、hideはX JAPANの作品としてソドムや天使に言及する曲「Joker」を作詞作曲した。hideのバンド活動の原点は横須賀の歓楽街「どぶ板通り」であり、彼の活動当時その街は暴力やドラッグが蔓延し、かつては在日米軍相手に街娼が集まった場所である。どぶ板通りで始動したインディーズバンド「サーベルタイガー」時代にW.A.S.P.の影響を受けているhideの遺作アルバム『Ja,Zoo』（1998年）のジャケット写真においてはW.A.S.P.の「King Of Sodom And Gomorrah」を収録したアルバム『Inside The Electric Circus』（1986年）と同様に猛獣の姿をした人間が檻から見ている。
- アクセプト「Sodom & Gomorra」（1994年アルバム『Death Row』収録）、ヘヴィメタル

アクセプトは前身バンド名を「Band X」という。イントロはX JAPANのhide「EYES LOVE YOU」を収録したアルバム『HIDE YOUR FACE』（1994年）3曲目「Scanner」に類似する。後半ギターソロに「剣の舞」が引用される。
- アンダークロフト「Sodom and Gomorrah」（1995年アルバム『Twisted Souls』収録）、デスメタル

チリのデスメタルバンド・アンダークロフトは、スウェーデンのシンフォニックメタルバンド・セリオンと共演歴がある。1stアルバム『Twisted Souls』は2015年にリマスター版CDが1000枚限定でリリースされた。アンダークロフトは「Sodom and Gomorrah」の他、2012年に「Ruins of Gomorrah」を表題曲とするアルバム『Ruins of Gomorrah』をリリースした。
- セリオン「The Rise of Sodom and Gomorrah」（1998年アルバム『Vovin』収録）、シンフォニックメタル
- ドン・ポッター（英語版）「SODOM GOMORRAH」（2003年アルバム『SINCE THE FALL』収録）、カントリー、フォークロック
- ペット・ショップ・ボーイズ「The Sodom and Gomorrah Show」（2006年アルバム『ファンダメンタル』収録）、シンセポップ、ディスコ

この楽曲の他、「Sodom (Trentemoller Mix)」、「Gomorrah (Dettinger Remix)」が2006年のアルバム『ファンダメンタル』限定盤2枚組に収録されている（通常盤は「The Sodom and Gomorrah Show」1曲のみ）。
- エントゥームド「When In Sodom」、2006年シングル（2007年アルバム『Serpent Saints: The Ten Amendments』収録）、デスメタル

2012年に「When in Sodom Revisited」リリース。
- アゴラフォビック・ノーズブリード「A Clockwork Sodom」、2007年シングル、グラインドコア

EPジャケットのアートワークはディストピア映画『時計じかけのオレンジ』（A Clockwork Orange）のリメイク。このバンドが2003年にリリースしたアルバム『Altered States of America』には「The First Day of Sodom: Pussy Hair Prayer Rug」から「The Twelfth Day of Sodom: When Taking a Shit Feels Sexy」に至る各5秒前後の楽曲が12曲収録されている。
- ゲヘナ「Land Of Sodom」、2008年シングル、ヘヴィメタル、ハードコア

「ゲヘナ」は聖書の語句。
- FromUz『Sodom and Gomorrah』、2013年アルバム（「City」、「Lot」他収録）、プログレッシブ・ロック

全編インストゥルメンタルのアルバム。終盤3曲「Procession of Dead Stars」、「The Escape」、「To the Flames」に著名な楽曲が引用されている（「アイ・ウォナ・ビー・ラヴド・バイ・ユー」、「アナーキー・イン・ザ・U.K.」など）。以前このバンドはダンスショー『ソドムとゴモラXXI』のためにプログレッシブ・ロックスタイルの楽曲を制作した。
- LUNA SEA「乱」、2013年11月13日シングル、ハードロック

奇妙な都市伝説を解決する刑事ドラマ『都市伝説の女』の主題歌に起用された。LUNA SEAはX JAPANのYOSHIKI主宰レーベル「エクスタシーレコード」からインディーズデビューアルバムをリリースした。ボーカルのRYUICHIとX JAPANのhideは「TELL ME」（1994年）B面楽曲「Scanner」で共演した。
- コドモドラゴン「SODOM」、2014年11月26日シングル、ヘヴィメタル

X JAPANのhideの発言により確立したジャンル「ヴィジュアル系」のバンド。このシングルはA、B、C、Dの4タイプあり、ジャケット写真はスキャンした人体各部位のアートワークからなる（A：心臓、B：手、C：頭部、D：胸部）。1994年にヘヴィメタルバンドのACCEPT（アクセプト）が「Sodom & Gomorra」を収録したアルバム『Death Row』のジャケット写真において頭部スキャンを採用している。コドモドラゴン「SODOM」の歌詞には「accept」という言葉が使用されている。
- Urgehal『Aeons in Sodom』、2016年アルバム、ブラックメタル
- Bushido（英語版）「Sodom & Gomorrha」（2017年アルバム『Black Friday』収録）、ヒップホップ
- ソドム「Sodom & Gomorrah」（2020年アルバム『Genesis XIX』）』収録）、スラッシュメタル

アルバムタイトル『Genesis XIX』は創世記19章の意味。このバンドはこの他、「Sodomy & Lust」（1987年EPアルバム『Expurse of Sodomy』収録）、「Sodomized」（1993年EPアルバム『Aber bitte mit Sahne』収録）、「Gomorrah」（1994年アルバム『Get What You Deserve』収録）、「The Sin of Sodom」（2007年アルバム『The Final Sign of Evil』収録）、「S.O.D.O.M.」（2013年アルバム『Epitome of Torture』収録）を作曲し、バンド名をタイトルとしたアルバム『Sodom』（2006年）もリリースした。
- トロピカル・ファック・ストーム（英語版）+キング・ギザード&ザ・リザード・ウィザード「Satanic Slumber Party Part 2 (Midnight in Sodom)」（2022年アルバム『Satanic Slumber Party』収録）、ポストパンク、ノイズロック、エクスペリメンタル・ロック
- ショーン・ジェームズ（英語版）「Sodom & Gomorrah」（2022年アルバム『A Place In The Unknown』収録）、ブルース、ハードロック
- ドリアン・エレクトラ（英語版）「Sodom & Gomorrah」（2023年アルバム『Fanfare』収録）、ダンスポップ、ハイパーポップ

エレクトラはミュージックビデオで「I ♥ SODOMY」というプリントをした帽子やトップスを身に着けている。